# Rubena (kommunhuvudort)
Rubena är en kommunhuvudort i Spanien.   Den ligger i provinsen Provincia de Burgos och regionen Kastilien och Leon, i den norra delen av landet, 220 km norr om huvudstaden Madrid. Rubena ligger 904 meter över havet och antalet invånare är 176.
Terrängen runt Rubena är platt. Runt Rubena är det glesbefolkat, med 14 invånare per kvadratkilometer. Närmaste större samhälle är Burgos, 11,6 km väster om Rubena. Trakten runt Rubena består till största delen av jordbruksmark.